# Кубаніт

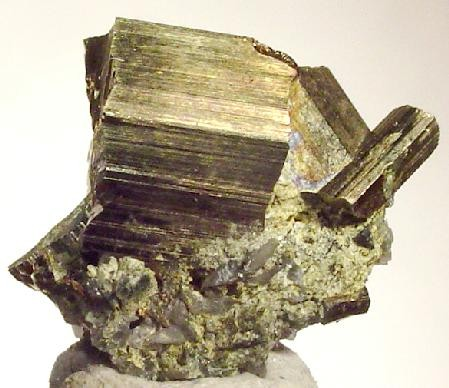
Кубаніт

Кубаніт — мінерал сульфід міді і заліза координаційної будови.

## Етимологія та історія
Кубаніт був вперше описаний у 1843 році Августом Брейтгауптом (1791-1873), який більш детально вивчив наданий йому зразок мінералу. Він привіз з Куби до Англії шість бочок невідомого мінералу, щоб провести експерименти з виплавки. Брейтхаупт назвав мінерал кубанітом на честь місця його походження — острова Куба .

## Загальний опис
Хімічна формула: CuFe2S3. Містить (%): Cu 22-24; Fe 40-42; S 34-35. Сингонія ромбічна. Густина 4,03-4,18, твердість 3,75. Риса чорна. Блиск металічний. Сильно магнітний. Мідна руда. Бронзово-жовтого кольору з металічним блиском.
Кубаніт зустрічається в рудах високотемпературних сульфідно-нікелевих (Садбері, Канада), контактово-метасоматичних (Т'єрро, шт. Нью-Мексико, США) і золоторудних кварцово-жильних (Морру-Велью, Бразилія) родовищ в асоціації з піротином, пентландитом і халькопіритом. При зміні фіз.-хім. умов розкладається на піротин і халькопірит або пірит і ковелін.
У приповерхневій зоні заміняється вторинними мінералами міді і заліза. Використовується разом з інш. мінералами сульфідних мідно-нікелевих родовищ як мідна руда. Збагачується аналогічно ковеліну. Від назви острова Куба.